# レインボーロール

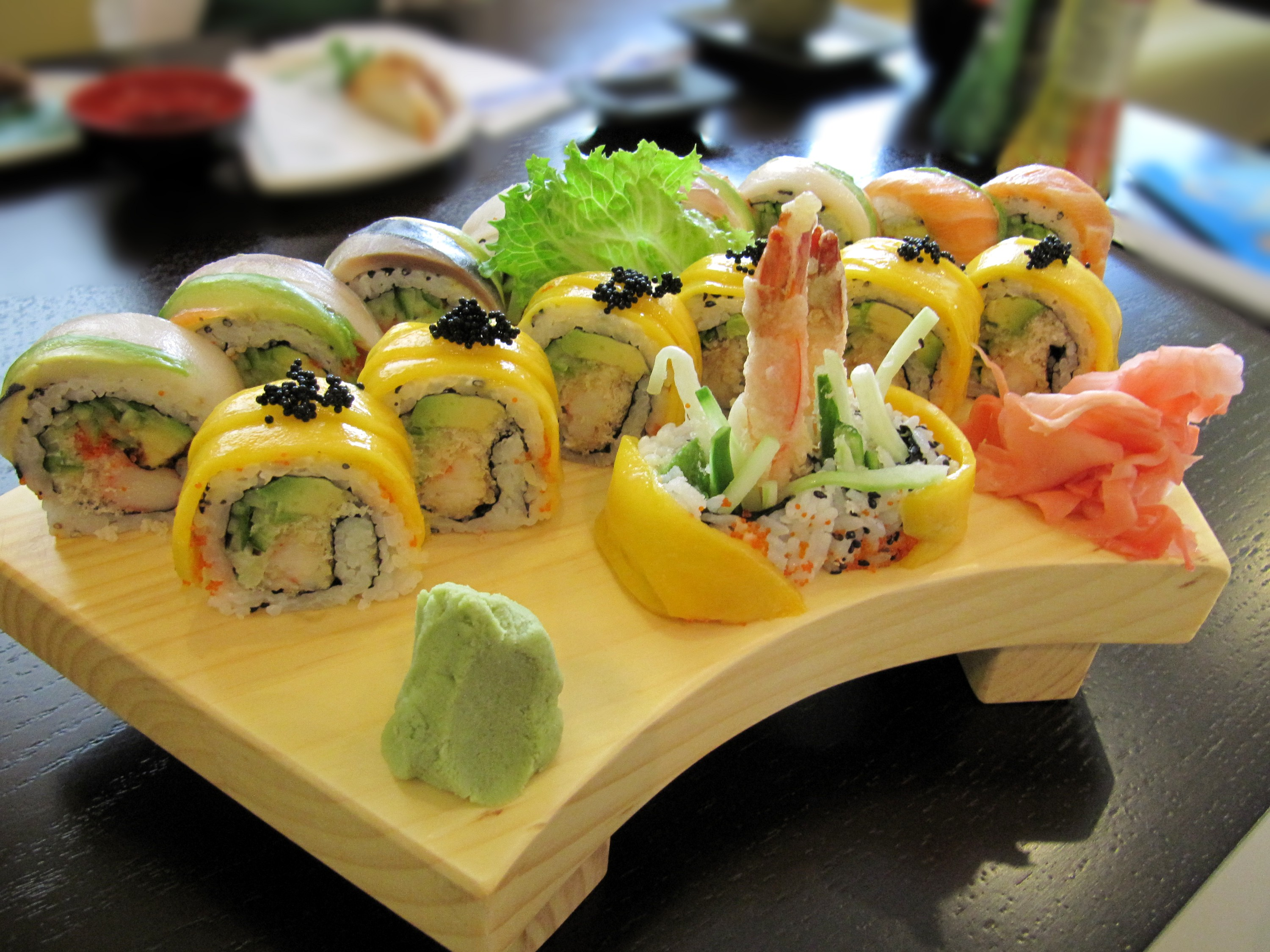
エビ天、サーモン、白身魚、アボカド、マンゴー、トビコの入った裏巻きのレインボーロール

レインボーロール（Rainbow roll）は、巻き寿司のうち裏巻きの一種で、キュウリ、アボカド、カニなどを具材に用いたものである。マグロやサーモン、白身魚、ブリ、タイ、ウナギなどの様々な魚を使うこともある。ツナ、サーモン、アボカドを加えたカリフォルニアロールとよく似ている。マンゴーやカニカマ、エビの天ぷらやその他のシーフードを用いることもある。
断面に見えるカラフルな種類の魚や果物が、虹のように見えることから名付けられた。
ゲイシャロールやドラゴンロール、フィッシュロールとしても知られる。

## 歴史

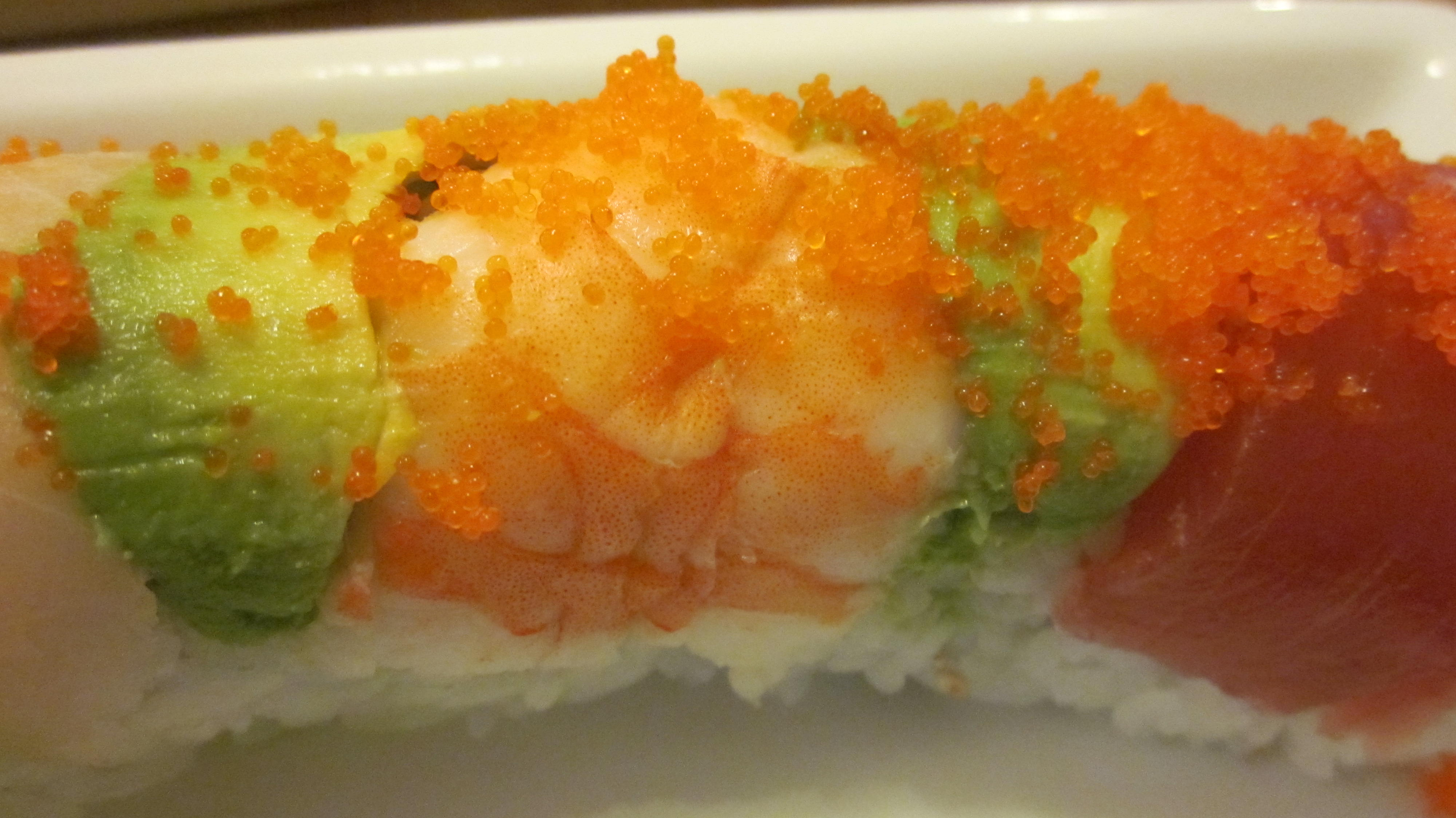
カラフルなレインボーロール

レインボーロールは、海苔が内側に隠れたカリフォルニアロールに続く、アメリカ合衆国への寿司文化における導入の第2段階と見なされている。カリフォルニアロールが生魚をまったく使っていないのに対し、レインボーロールは生のマグロ、サーモン、エビ、白身魚などを入れることにより、もう1段階進んだものとされる。